# Xalet-Refugi UEC La Molina
El Xalet-Refugi UEC La Molina, o simplement anomenat "EL XALET" és un refugi de muntanya que pertany a la UEC i està situat a 1.492 metres d'altitud, dins del barri del Sitjar, a la població de La Molina, municipi d'Alp (Baixa Cerdanya). Fou inaugurat el 12 de març de 1952 per donar servei als muntanyencs i esquiadors que anaven a practicar esports de neu a la Molina.
El Xalet es troba a 2 km de l'estació d'esquí de La Molina i a 7 km de l'estació d'esquí de La Masella. A prop, s'hi pot trobar també altres refugis de muntanya com el Refugi del CEC i el Xalet-Refugi Pere Carné.
El Xalet-Refugi, com el seu nom indica consta de dos edificis diferenciats. El Xalet, un edifici tipus alberg de 4 plantes, amb 62 places total, 10 habitacions amb i sense lavabo, menjador, sala d'estar i TV, racó dels nens i nenes, aula-sala polivalent, sala lectura, sala de boulder i servei de bar. I el Refugi, un edifici annex tipus refugi de muntanya de 2 plantes, un d'elles subterrània, amb 40 places en total, 3 habitacions comunitàries i, lavabos i dutxes, amb una sala d'estar-menjador amb dret a cuina equipada, llar de foc i estufa de llenya. Tots dos edificis es troben guardats tot l'any.
D'ençà el febrer de 2004, la Laura i en Marçal son els guardes del refugi i del xalet.

## Accés
Les rutes d'accés al Xalet-refugi són diverses:
- L'accés al refugi en vehicle propi es pot realitzar per la carretera asfaltada N-260 passant per la Collada de Tosses, o per la C-16 a través del Túnel del Cadí.[4]
- L'accés en tren es pot realitzar a través de la línia R3 (L'Hospitalet de Llobregat - Puigcerdà) de la xarxa de Rodalies de Catalunya fins a l'estació de La Molina, a 10 min a peu del Xalet.[5]
- L'accés amb bus es pot realitzar a través de la línia interurbana Girona - Llívia de l’empresa TEISA, amb parada a La Molina.[6]
- L'accés a peu dependrà del punt d'inici.[4]

## Història
La història d'aquest refugi va molt lligada a la pràctica de l'esport de l'esquí i a la trajectòria de la Secció d'Esquí de la UEC, qui des de l'any 1931 va impulsar la creació d'un refugi a La Molina. Aquests esquiadors i excursionistes van rehabilitar el que havia estat una antiga serradora i van poder inaugurar el 26 de desembre de 1931 el Refugi de la Serradora, un refugi amb cuina, menjador, rebedor, guarda-esquís i 3 dormitoris per a 30 persones que va esdevenir punt de trobada per als amants de l'esquí i de la cultura de muntanya. A finals de 1935 es reformà i s'amplià fins a una capacitat de 40 persones. Però, un any més tard, es va produir un incendi que el va destruir completament i el va transformar en ruïnes. L'antiga serradora, que havia estat refugi de la Unió Excursionista de Catalunya, més tard es va convertir en l'Hotel Sitjar (1940) propietat de la família Rosal i regentat per la família Planes, posteriorment es convertir en l'Escola Virgen de las Nieves (1959) dels capellans del Pare Manyanet, i finalment passà a convertir-se en l'Alberg de la Mare de Déu de les Neus (1982), propietat de la Generalitat de Catalunya.
No serà fins a la temporada 1942-1943, un cop acabada la Guerra Civil, que novament s'inaugurarà un nou refugi provisional amb 36 lliteres.
La constitució per part dels socis de la UEC de la de la Sociedad de Albergues de Montaña S.A. (ALMONSA) el 1950, va fer possible que l'edifici de la Casa Vella arrendat pel senyor Antoni Rosal, s'habilités com alberg i s'inaugurés el 16 de març de 1952 amb el nom de "La Cabana". Mes endavant, l'any 1954, "La Cabana" s'amplià amb un edifici annex que s'habilità com a refugi de muntanya. Finalment l'any 1967, "La Cabana" passà a ser propietat de la Unió Excursionista de Catalunya. Aquell mateix any es va reformar i ampliar el Xalet fins a 90 places fent desaparèixer la mansarda del pis de les golfes i edificant una nova planta.
El 21 de setembre de 1980 va tenir lloc la re inauguració del refugi de La Molina després d'una reconstrucció gairebé total.